# Giovanni Rispoli
Giovanni Rispoli (Napoli, 1838 – dopo il 1900) è stato un incisore italiano.

## Biografia

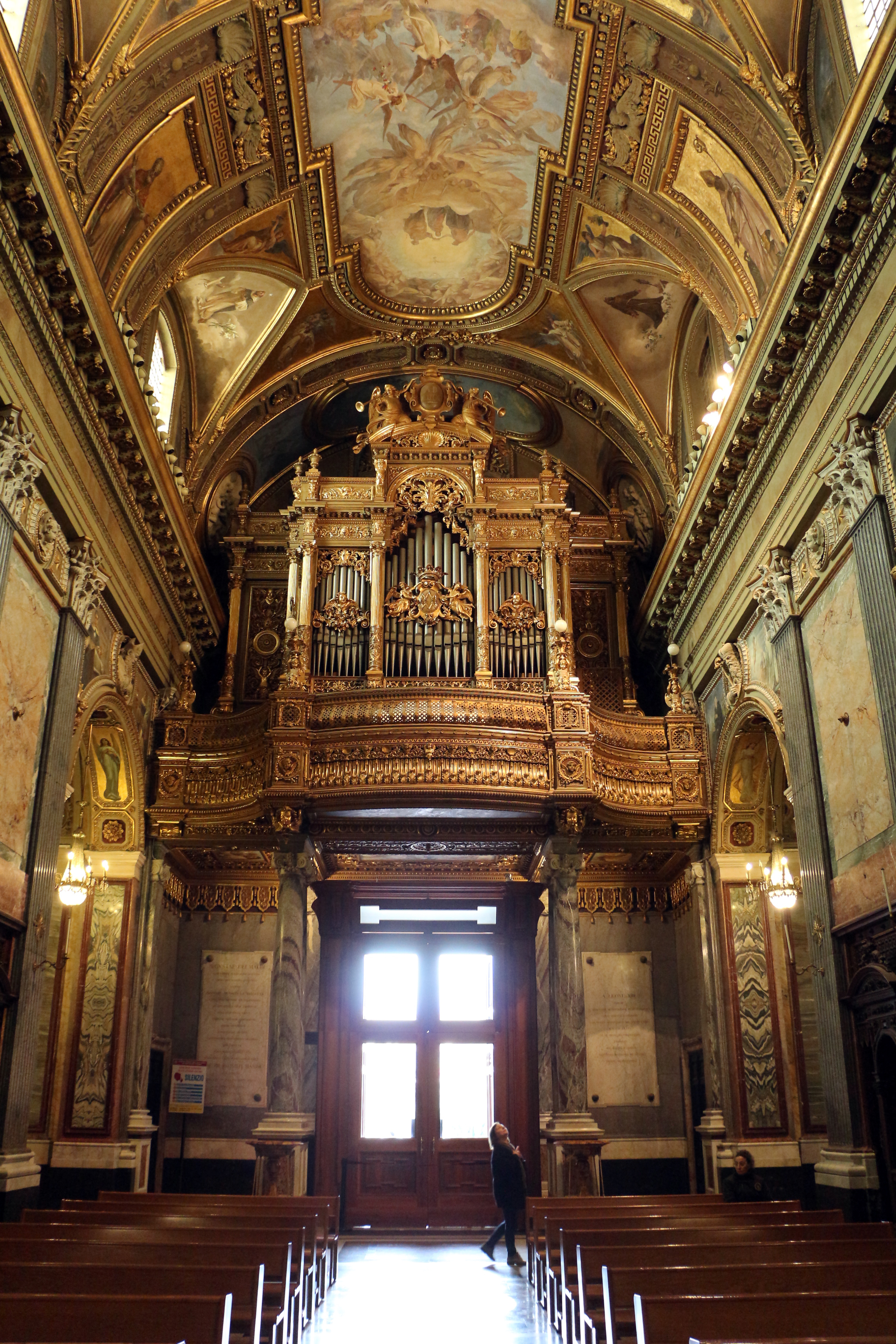
Interno del Santuario della Beata Vergine del Rosario di Pompei, progettato e parzialmente realizzato da Giovanni Rispoli.

Si formò all'Accademia di belle arti di Napoli, specializzandosi successivamente nell'arte dell'incisione, ambito in cui divenne particolarmente esperto. Coniò tante medaglie, tra le più celebri quella data in premio agli espositori della Mostra Marittima di Napoli e la medaglia completata per la Società Pellattieri di Napoli. Nel 1901 contribuì alla progettazione e decorazione degli interni e della facciata monumentale del Santuario della Beata Vergine del Rosario di Pompei.